# Skype for Business
Skype for Business（スカイプ・フォー・ビジネス、旧 Microsoft Lync,旧 Microsoft Office Communicator）は、Microsoft Officeスイートの一部として、マイクロソフトが提供しているWeb会議、インスタントメッセージング、プレゼンス情報共有、インターネット電話を行うことができる企業向けソフトウェアである。動作するにはオンプレミスのSkype for Business Serverか、SaaSであるMicrosoft 365が必要。また、ExchangeやSharePointなどのMicrosoft Office製品と連携する。
2015年に、Skype for BusinessはLyncからブランド変更され、マイクロソフトの一般消費者向けのSkype (2013年にLyncとの統合を開始) と共同ブランド化された。
2017年9月、マイクロソフトは、Skype for Businessを新しいクラウドベースのコラボレーションプラットフォームであるMicrosoft Teamsへ移行すると発表した。Skype for Business Onlineのサポートは2021年7月に終了し、Skype for Business Server 2019は2025年10月14日まで延長サポートされる。

## 歴史
マイクロソフトは、2007年7月28日にOffice Communicator 2007を製造工程にリリース、2007年10月27日に一般提供開始した。 その後、2009年3月19日にOffice Communicator 2007 R2が一般提供開始された。クライアントのフル機能を備えたデスクトップ バージョンは、Windows 7、Windows Vista または Windows XP Service Pack 2以降が必要である。
2010年11月、プラットフォームの名前がLyncに変更され、2011年1月25日にOffice Communicatorの後継であるLync 2010が一般提供開始された。 
2013年5月、マイクロソフトは、2011年に買収したコンシューマーIMプラットフォームであるSkypeとLyncユーザーがチャットと音声で通信できるようにすることを発表した。2014年11月11日、マイクロソフトは、2015年にLyncの名前をSkype for Businessに変更し、Skypeユーザーとのビデオ通話のサポートも追加すると発表した。尚、LyncからSkype for Businessにブランド名は変更になったが、レジストリエントリや実行可能ファイル名にはLyncやLync.exeという名前が残っている。 
2015年9月22日には、Skype for Business 2016がOffice 2016と一緒に一般提供開始された。 2016年10月27日、Skype for Business for Macクライアントがリリースされた。 
2017年9月25日、マイクロソフトはSkype for Businessを、履歴が残るインスタントメッセージ、ビデオ会議、ファイルストレージ、アプリケーションを統合する企業グループ向けのクラウドベースのコラボレーションプラットフォームであるMicrosoft Teamsに移行すると発表した。2018年8月には単体プラン1の販売を終了、10月からは500名未満向けプランでの新規利用が出来なくなった。 
マイクロソフトは、2018年後半にOffice 2019の一部としてSkypefor Business Serverの最終オンプレミスバージョンをリリースした。 2019年7月に、クラウド型のSkype for Business Onlineが2021年7月31日に機能を停止することを発表した。 2019年9月以降、Skype for Business Onlineは新しいOffice 365サブスクライバーには提供されなくなり、代わりにMicrosoft Teamsを利用することになる。 Skype for Business Server 2019は、2025年10月14日までサポートされる。 

## バージョン
- Skype for Business 2019
- Skype for Business 2016
- Skype for Business 2015
- Lync 2013
- Lync 2010
- Office Communicator 2007 R2
- Office Communicator 2007
- Office Communicator 2005
- Windows Messenger 5.0/5.1 [14]

## 特徴
Skype for Businessの基本機能は次の通りである。
- インスタントメッセージ（IM）
- 音声通話 - Voice Over IP (VoIP)
- ビデオ通話

他のマイクロソフトソフトウェアとの統合に関する追加機能は以下の通りである。
- 連絡先情報にはMicrosoft Exchange Serverに保存されているMicrosoft Outlookの連絡先情報が使われる
- ユーザーは、Microsoft Exchange Serverなどのローカルディレクトリサービスから連絡先リストを取得できる
- Microsoft Officeは、他の人が同じドキュメントで作業しているかどうかを表示できる[15]
- クライアント間のすべての通信は、 Skype for Business Serverを介して行われる。インターネットベースのWindows Live Messengerとは異なり、オンプレミスのSkype for Business Serverを使う場合、通信が企業のイントラネット外に出ることがなく、より安全に通信できる。サーバーは、メッセージを他のインスタントメッセンジャーネットワークに中継するように設定でき、クライアント側での余分なソフトウェアのインストールを回避できる
- モバイルクライアントなど、さまざまな種類のクライアントを利用できる
- クライアント通信プロトコルの基礎としてSIPを使用する[16]
- シグナリングとメディアトラフィックを暗号化して保護することができるように、TLSとSRTPをサポートする
- ファイル共有機能を利用できる

注：2012年10月のLync Server 2013のリリースに伴い、チャットセッション間でコンテンツを保持しながらマルチパーティチャットを可能にする新しいコラボレーション機能「履歴が残るグループチャット」が導入された。ただし、ネイティブのWindows OSクライアントのみがこの機能をサポートしており、他のプラットフォームはサポートしていない。 このバージョンの主な新機能は、リアルタイムのドキュメント同時編集機能の追加である。これにより、チームのユーザーが同じドキュメントとコミュニケーションセッションを同時に表示して作業できるようになる。 LyncおよびSkype for Businessは、これらの機能を次のように実装する。
- ホワイトボードを介した共同作業。参加者は、テキスト、描画、およびグラフィカルな注釈を自由に共有できる。
- PowerPointドキュメントを介した共同作業。参加者はプレゼンテーションを制御および表示できるだけでなく、誰もがテキスト、描画、およびグラフィカルな注釈を追加できる。
- プレゼンターが投票を管理し、すべての参加者が投票して結果を確認できる投票リスト。
- デスクトップ共有。参加者が他のユーザーのWindowsデスクトップ画面を表示および共同作業できるようにする。
- Windowsアプリケーションの共有。参加者が特定のアプリケーションを表示して共同作業できるようにする。

すべてのコラボレーションセッションはWeb会議上で行われる。Web会議では、ユーザーがより多くの連絡先を招待できる。会議の主催者は、参加者をプレゼンターに昇格させたり、参加者を降格して出席者にするといった権限の途中変更が可能である。また、プレゼンターと出席者が表示および実行できる内容に関するいくつかの基本的なポリシーを定義できる。ポリシーのアクセス許可の詳細は、サーバーレベルで定義されている。

### 拡張機能
Skype for Businessは、一部の機能にSIP/SIMPLEプロトコルの拡張機能をいくつか使っている。マイクロソフト以外のほとんどのインスタントメッセンジャープラットフォームは、これらの公開されている拡張機能を実装しておらず、正しく機能しないか完全な機能を使えない場合がある。 Skype for Businessは、AOL、Yahoo、MSNなど、XMPPプロトコルを使用する一般的なインスタントメッセージサービスとのプレゼンス状態とインスタントメッセージのフェデレーションをサポートする。ただし、XMPPはSkype for Business2019で非推奨になった。 ウェブブラウザーでのテキストインスタントメッセージングは、Exchange Outlook Web App内のSkype for Business統合機能を介して利用できる。
AIMやYahoo!などの他のIMプロトコルは、より幅広いサードパーティクライアントで使えるが、これは主に外部の開発者によってリバースエンジニアリングされたものである。 マイクロソフトはMSDNで拡張機能の詳細を提供しており、開発者がSkype for Business Serverやクライアントと相互運用できるプラットフォームを構築するのに役立つAPIキットを提供している。

## クライアント
2018年5月の時点で、次のSkype for Businessクライアントを利用できる。
- Windows Pro/Enterprise[21] - ライセンスの購入が必要。ライセンスがいらない基本機能のみ使えるSkype for Business Basicもダウンロードできる[22]。
- macOS[21] - Microsoft 365にクライアントが同梱されている。
- Linux（TEL.REDが提供） [23]
- iOS (iTunes AppStoreのマイクロソフトアプリ[24]、TEL.REDが提供する代替クライアント[25])
- Android (Google Playのマイクロソフトアプリ[26]、 TEL.REDが提供する代替クライアント[27])

Windows PhoneとWindows 10 Mobileアプリは、2018年5月に廃止された。 